# Березовский, Георгий Васильевич
Георгий Васильевич Березовский (6 февраля 1935, Корчевцы — 3 января 2025) — украинский деятель сельского хозяйства, Герой Украины (2007).

## Биография
Родился 6 февраля 1935 года в Румынии в с. Корчевцы (ныне в Черновицкой области).
Работал на разных должностях в местном колхозе, а с 1972 года — директор Сторожинецкого сельскохозяйственного кооператива «Колос».
Депутат Черновицкого областного совета.
3 января 2025 года пресс-служба Черновицкого областного совета сообщила о смерти Георгия Березовского.

## Награды и звания
- Герой Украины (21.08.2007 — за выдающиеся трудовые достижения, внедрение передовых форм хозяйствования, многолетний самоотверженный труд и активную благотворительную деятельность).
- Награждён советским орденом «Знак Почёта» (1986) и украинским орденом «За заслуги» III степени.
- Офицер ордена «За верную службу» (2000, Румыния)[5][6].